# Eileen Flynn
Eileen Flynn (en irlandés: Eileen Ní Fhloinn; Dublín, 1989 o 1990) es una política irlandesa. De órbita independiente, ocupa el cargo de senadora desde el mes de junio de 2020, siendo la primera persona originaria de la comunidad de los nómadas irlandeses (travellers) en ocupar este cargo.
El 23 de noviembre de 2020 Flynn figuró en la lista de las 100 mujeres más influyentes del año que publica la BBC anualmente.

## Biografía
Eileen y su hermana gemela Sally nacieron en Labre Park, un Haltingen site (una comunidad para nómadas) ubicado en Ballyfermot, en Dublín. La madre de Flynn murió de neumonía a los 48 años, cuando Eileen y Sally tenían 10 años. Las hermanas Flynn se rebelaban contra la autoridad en la escuela, pero hoy Eileen valora que sus profesores no se rindieran con ella y que, a pesar de sus problemas, tanto ella como su hermana se convirtieran en las primeras personas procedentes de la comunidad Labre Park en completar su educación en 2008. Flynn estudió en el Trinity College de Dublín un curso para acceder al Ballyfermot College of Further Education y posteriormente obtuvo un grado en la Universidad de Maynooth, y un Bachelor of Arts en desarrollo comunitario.
Al terminar sus estudios, se convirtió en trabajadora comunitaria y activista durante una década en grupos como el Irish Sola Movement (Movimiento de Nómadas de Irlanda), el National Traveller Women's Forum (Foro Nacional de Mujeres Nómadas) y el Ballyfermot Traveller Action Programme (Programa de Acción Nómada de Ballyfermot). También defendió campañas sobre la vivienda, el matrimonio homosexual, el derecho al aborto y el antirracismo.

### Carrera política
Eileen Flynn se presentó como candidata para el Labour Panel en las elecciones al Senado de 2020, pero no obtuvo representación por un margen muy estrecho de votos. El 28 de junio de 2020, fue designada senadora tras ser nominada por el jefe de gobierno de Irlanda, y se convirtió en la primera nómada irlandesa miembro del Parlamento. El centro comunitario Pavée Point, la organización en defensa de los nómadas, calificó su hazaña como "histórica", como también lo hizo el National Women's Council of Ireland (Consejo Nacional de Mujeres de Irlanda). Flynn afirmó que sus objetivos en el Senado eran trabajar por los "servicios de salud mental, el paro entre la comunidad nómada, las oportunidades para las minorías y promulgar una legislación sobre los crímenes por odio".